# Stymne
Stymne är en by i Huddunge socken, Heby kommun.
Stymne förekommer i dokument första gången 1350 ("in stymno", 1492 i stempnæ). 1350 testamenterade kyrkoherden i Östervåla socken Peter Olofsson 40 penningland i Stymne till Huddunge kyrka. 1492 omnämns bonden Olof Nilsson i Stymne som vittne. Stymne finns från 1543 upptaget i jordeboken som ett mantal frälse, 1557 räknas det som frälsetorp och tillhör då Lars Eriksson Björnram av Skälby. Perioden 1547–1562 anges Stymne ha en skatteutjord i Hallsjö. Betydelsen av ortnamnet är osäker, men troligen handlar det om en ägonamnsbildning från det fornsvenska "stumn" som betyder stubbe med betydelsen "stubbig mark".
Bland bebyggelser på ägorna märks Källskog, omtalat första gången 1684. Namnet syftar troligen på Källskogskällan, en trefaldighetskälla strax nordost om gården.